# 히라이촌 (도쿄도)
히라이촌(平井村)은 도쿄도 니시타마군에 설치되었던 촌이다. 현재의 히노데정에 해당한다.